# 쿠르디스탄 노동자당

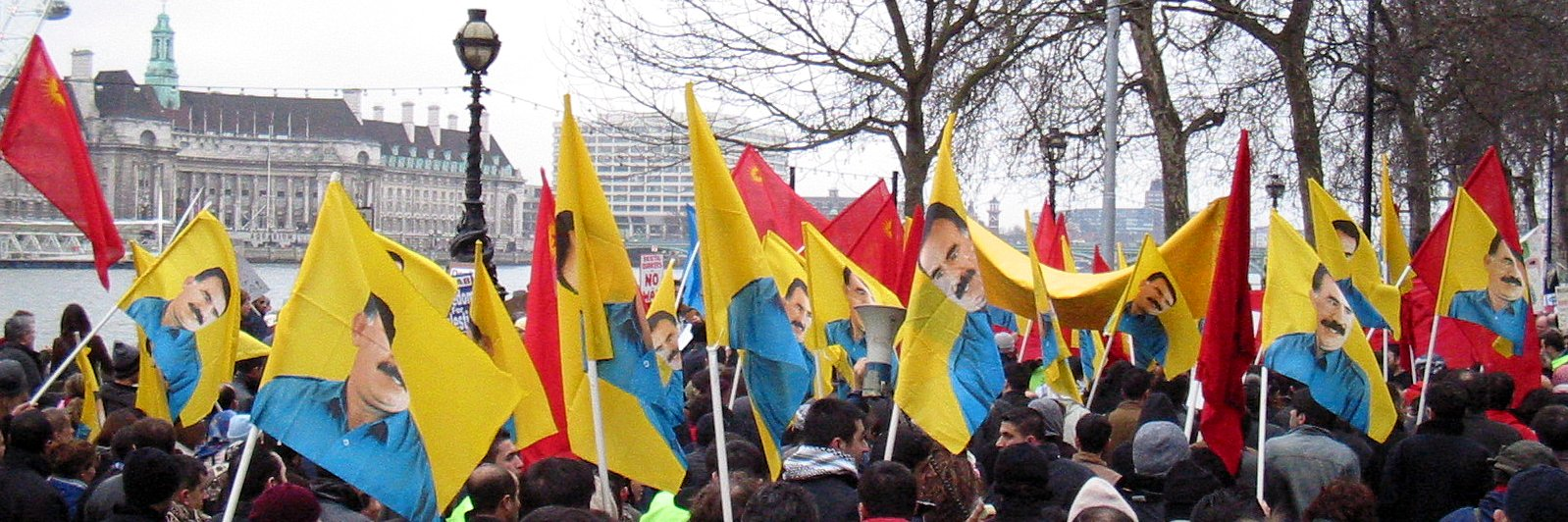
2003년 런던에서 열린 압둘라 외잘란과 쿠르디스탄 노동자당을 지지하는 대중 집회

쿠르디스탄 노동자당(쿠르드어: Partiya Karkerên Kurdistan, PKK)은 쿠르드족의 무장단체로, 쿠르드족이 다수 거주하는 튀르키예 동남부, 이라크 북부, 시리아 북동부에 걸친 쿠르디스탄 지역에서 주로 활동하였다. 1978년 11월 27일 터키 동남부의 리제(Lice)에서 수립되었으며, 터키 정부와 수시로 비대칭전을 벌이며 튀르키예-쿠르드 분쟁을 일으켰다. 본래 PKK는 쿠르드족의 독립 국가 수립을 추구했으나, 1990년대부터는 터키 내 쿠르드족의 자치권과 정치 문화적 권리 신장으로 목표를 변경하였다.
터키 정부는 쿠르드 노동자당을 테러단체로 지정하고 있다. 미국, 북대서양 조약 기구, 유럽 연합 등의 국제 단체는 PKK를 테러 단체로 간주한다. 1948년 이후 37,000명 이상이 터키 정부와 쿠르디스탄 노동자당 간의 분쟁 때문에 죽었다. 하지만 쿠르디스탄 노동자당이 테러단체인지는 논쟁이 있는데, PKK는 조직된 테러 행동에 참여하거나 체계적으로 시민을 타겟으로 하지 않기 때문이다.
쿠르디스탄 노동자당은 본래 마르크스-레닌주의를 쿠르드 민족주의와 융합하여 독립한 사회주의 국가 쿠르디스탄의 건국을 목표로 하였다. 창립 시부터 터키 보안군과 무장 충돌에 연루되었으나 본격적인 반란은 1984년 8월 15일 PKK가 봉기를 선언하면서 시작되었다. 분쟁이 시작된 이래 4만 명 이상이 사망한 것으로 추산되며 대부분 쿠르드족 민간인이다. 분쟁 기간 동안 PKK는 민간인 거주지 공격, 아동 병사 모집, 테러 전술 등으로 비난받았고, 터키 정부도 민간인 학살과 쿠르드족 촌락들의 강제이주 등으로 비난받았다. 지도자 압둘라 외잘란(Abdullah Öcalan)은 1999년 체포되어 현재까지 수감되어 있다.
2007년 5월에는 전·현 PKK 구성원들이 시리아, 이란, 이라크의 쿠르드족 정당들과 함께 정치 조직인 쿠르드 공동체 연합(KCK)를 형성했다. 2013년에는 휴전을 선언하고 터키와 평화 프로세스를 진행하였으나, 2015년 다시 무장 충돌이 발생하며 파기되었다. 2025년 3월 1일 PKK는 터키 정부와의 휴전을 선언하였고, 같은 해 5월 12일에는 조직의 완전한 해산 계획을 발표하였다.

## 같이 보기
- 페슈메르가
- 야지드 보호군
- 야지드 여성부대
- 국제자유여단
- 쿠르디스탄 자유생명당
- 신자르 동맹
- 신자르 저항부대
- 여성수호부대